# باشگاه فوتبال استرلا دا آمادورا
باشگاه فوتبال استرلا دا آمادورا (به پرتغالی: Club Football Estrela da Amadora) یک باشگاه ورزشی حرفه‌ای پرتغالی (عمدتاً فوتبال) مستقر در آمادورا، شمال غربی لیسبون است. این تیم پس از صعود از لیگا پرتغال ۲ در فصل ۲۰۲۲–۲۰۲۳، در حال حاضر در لیگ برتر فوتبال پرتغال رقابت می‌کند.
ابن باشگاه جانشین باشگاه فوتبال استرلا دا آمادورا است که در سال ۱۹۳۲ تأسیس شد و در سال ۲۰۱۱ به دلیل مشکلات مالی و ورشکستگی منحل شد.

## تاریخچه
باشگاه فعلی در تابستان ۲۰۲۰ و پس از ادغام بین باشگاه ورزشی استرلا و باشگاه فوتبال سینترا تاسیس شد و آندره جرالدس به عنوان رئیس انتخاب شد.